# Юстас (пират)
Монах Юстас, или Эсташ Монах (англ. Eustace the Monk, фр. Eustache le moine; ум. 1217) — средневековый наёмник и пират французского происхождения.

## Биография

### Ранние годы
Юстас родился в семье Бодуана Баскета, господина графства Булонь. Согласно его биографии, он отправился в Толедо, Испания, где изучал чёрную магию, вернулся домой, чтобы стать монахом-бенедиктинцем в аббатстве Самер неподалёку от Кале, а затем покинул монастырь, чтобы отомстить за убитого отца. Другие данные, однако, говорят о том, что его отец умер вскоре после 1190 года. Те же источники говорят, что в 1202 году Юстас был сенешалем и бальи графа Рено де Даммартена и что в 1204 году они поссорились, граф обвинил Юстаса в неправильном руководстве, тот сбежал и был объявлен вне закона. Рено конфисковал его земли и поля; в отместку Юстас сжёг две мельницы графа.

### Служение Англии
Затем он стал пиратом в Ла-Манше и Па-де-Кале, как для своих собственных целей, так и в качестве наёмника на службе Франции и Англии. Иоанн Безземельный нанимал его с перерывами с 1205 по 1212 против Филиппа II. Биография утверждает, что Иоанн дал ему флот из тридцати судов в начале этого назначения. Эта служба вовлекла Юстаса и его братьев в набеги на побережье Нормандии и создание баз на Нормандских островах (он и его люди занимали замок Корнет на острове Гернси в течение длительного периода). Он взял остров Сарк в 1205 году. Когда он устроил набег на английские прибрежные деревни, король Иоанн на короткое время объявил его вне закона, но вскоре простил, потому что нуждался в его услугах.

### Служение Франции

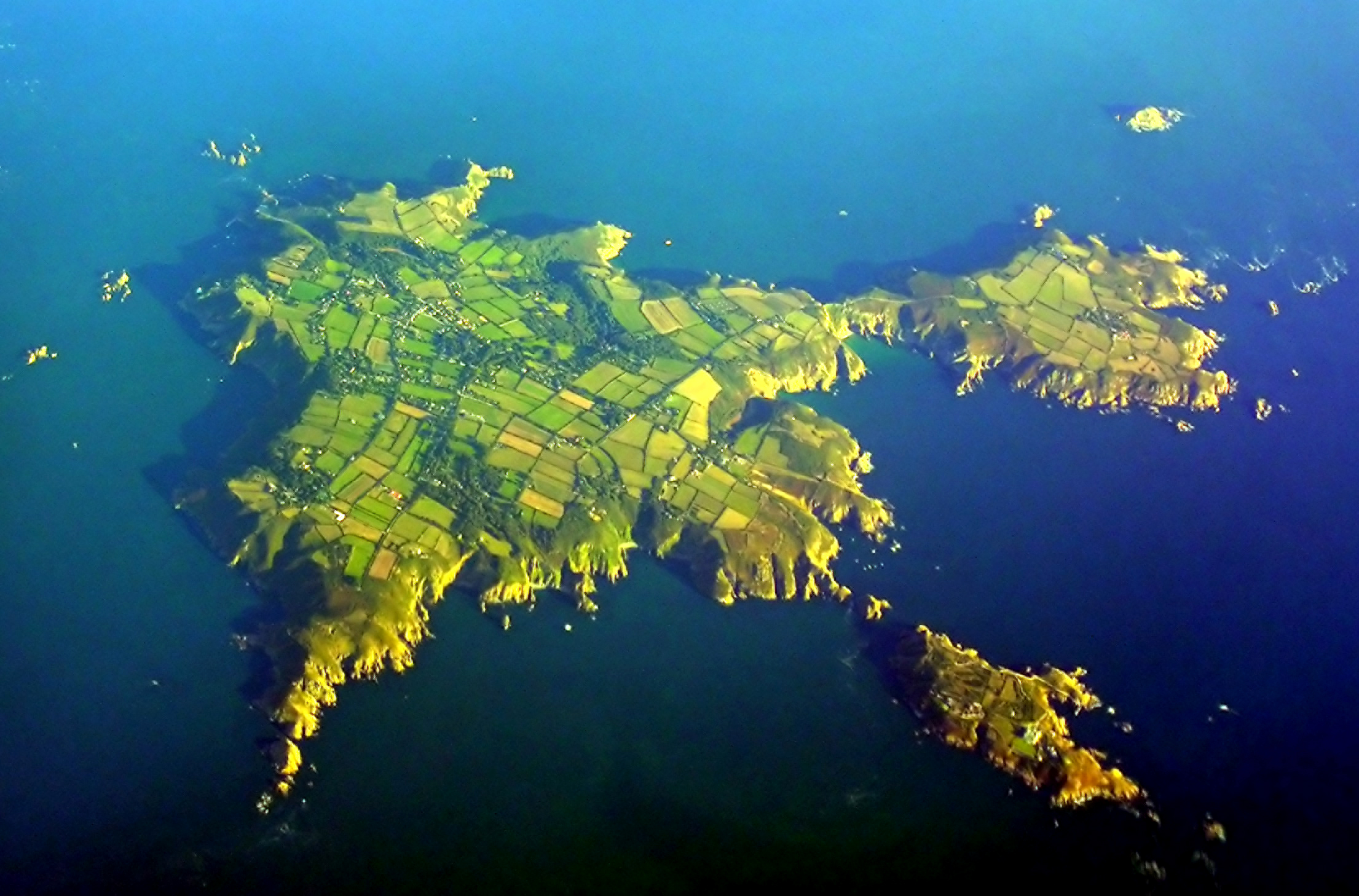
Остров Сарк

Тем не менее, в 1212 году Юстас перешёл на другую сторону (Рено де Даммартен объединился с Иоанном и настроил того против Юстаса) и устроил набег на Фолкстон, когда английские войска захватили его базы на Нормандских островах. Когда в 1215 году в Англии началась гражданская война, он поддерживал баронов-повстанцев и переправил Людовика VIII через Ла-Манш, чтобы помочь им в 1216 году.
В августе 1217 года, в то время как он переправлял столь необходимые для Людовика подкрепления, Юстас встретил английский флот под командованием Хьюберта де Бурга, плывущий из Дувра. В ходе последовавшей битвы Юстас произвёл опустошение среди своих бывших союзников, пока англичане не ослепили французов с помощью порошкообразной извести. Английские войска взяли на абордаж его корабли и победили людей Юстаса в ближнем бою. Он сам, его флагман и некоторые другие корабли бежали, но его корабль был окружён 24 августа 1217 в битве при Сануидже английским флотом из Пяти портов под командованием Филиппа д’Обиньи. Юстас был найден скрывающимся в трюме судна и предложил огромную сумму за свою жизнь, но англичане отказались от денег, поскольку ненавидели его. Юстас был казнён. Его братья выжили и продолжали содержать его базу на Нормандских островах.

## Конец
В сентябре 1217 года был заключён Ламбетский договор, что вынудило Людовика не только отказаться от своих притязаний на английский престол, но и выгнать братьев Юстаса с Нормандских островов.